# Theodosia (televisieserie)
Theodosia is een Engelstalige fantasy-avonturentelevisieserie die geproduceerd wordt door ZDF en Cottonwood Media en gebaseerd op de kinderavonturenromans van Robin LaFevers.
Het eerste seizoen werd gepresenteerd op de MIPCOM van 2021 en ging op 10 maart 2022 in première in de Verenigde Staten op HBO Max, gevolgd door de premières op CBBC op 25 april en Globoplay op 21 juni 2022. Later ging het in première in Portugal op Biggs.
Theodosia werd verlengd voor een tweede seizoen, dat een bewerking was van de tweede roman van de serie van LaFevers. De eerste helft van dertien afleveringen werd op 21 januari 2024 uitgebracht op BBC iPlayer. De overige dertien afleveringen werden op 5 mei 2024 uitgebracht op BBC iPlayer.

## Verhaal
Theodosia "Theo" Throckmorton, de 14-jarige dochter van twee Egyptologen in 1906 in Londen wonen en daar het Museum of Legends and Antiquities (Museum van Legenden en Oudheden) in het hart van Edwardiaans Londen beheren. Het museum van Legenden en Oudheden wordt soms ook het museum van Legenden en Antiquiteiten genoemd en werd het museum opgericht door Harold Throckmorton. 
Als Theo en haar jongere broer Henry in Egypte zijn samen met hun ouders stuiten Theo en Henry op een verborgen graf en een mysterieus artefact, het Oog van Horus. In de tombe vindt Theo ook een beeldje van de Egyptische katgodin Bastet, die ze later Ra noemt.
Na hun bezoek aan Egypte keren ze weer terug naar Londen. Tijdens hun terugreis vanuit Egypte ontmoet Theo bij het treinstation een straatgoochelaar genaamd Will Morgan. Bij het treinstation gebeuren er vreemde dingen, zo wil er een dief genaamd Vincent het Oog van Horus stelen, maar dat lukt hem niet.
Als de familie Throckmorton weer thuis aan gekomen zijn worden ze door de curator Clive Fagenbush van het museum hartelijk ontvangen. 
In het museum krijgen ze op een dag hoog bezoek van een Egyptische prinses genaamd, Safiya en haar oom Rami Ahlaoui. De vader van Safiya wil dat ze in Engeland opgeleid wordt, alleen wil Safiya niet naar een stoffige kostschool in een onbekend land. Daar heeft de oom van Safiya wel begrip voor en dat ze liever in Londen blijft. De oom van Safiya heeft zelf ook geprobeerd om Safiya een tijdje les te geven, maar dat lukte hem niet echt omdat hij zelf geen docent is. Dan stelt Henrietta Throckmorton om Safiya bijles te geven omdat ze ook al les geeft aan Theo en Henry. De oom van Safiya vindt het prima.
Door het Oog van Horus ontdekt Theo dat ze bijzondere gave heeft namelijk magische krachten, later blijkt dat ze haar krachten geërfd heeft van haar grootvader, Harold Throckmorton.
Samen met Will en Safiya beleven Theo en Henry vele avonturen en strijden ze ook tegen het kwaad. Zal het Theo en de andere lukken om het kwaad te verslaan?

## Rolverdeling

### Hoofdpersonages
| Personage                     | Acteur/actrice       | Seizoen |
| ----------------------------- | -------------------- | ------- |
| Theodosia "Theo" Throckmorton | Eloise Little        |         |
| Henry Throckmorton            | Frankie Minchella    |         |
| Will Morgan                   | Nana Agyeman-Bediako |         |
| Safiya                        | Yasmina El-Abd       | 1       |
| Darius Kastour                | Louis Martino        | 2       |
| Maya Linton                   | Julie Lamberton      | 2       |

### Nevenpersonages
| Personage              | Acteur/actrice |
| ---------------------- | -------------- |
| Alistair Throckmorton  | Rik Young      |
| Henrietta Throckmorton | Elisa Doughty  |
| Clive Fagenbush        | Jethro Skinner |
| Josie                  | Yuki Sutton    |

### Terugkerende personages
| Personage                                                  | Acteur/actrice      |
| ---------------------------------------------------------- | ------------------- |
| Lady Lavinia Throckmorton                                  | Estrid Barton       |
| Miss Krait                                                 | Momo Yeung          |
| Artie                                                      | Anthony J. Abraham  |
| moeder van Will                                            | Berthe Tanwo Njole  |
| Yaret de Opperslang                                        | Charlie Cattrall    |
| Nigella                                                    | Olivia Barrowclough |
| Neville Devenham                                           | Carlos Vaquéra      |
| koningin Hatsjepsoet                                       | Nahid Leadar        |
| Harold Throckmorton                                        | Tom Hudson          |
| jonge Augustin Seurel                                      | Charles Crehange    |
| Augustin Seurel                                            | Gérald Morales      |
| Sam                                                        | Charles De Meester  |
| Josie                                                      | Yuki Sutton         |
| Elena Fremont, het hoofd van de school, Maple Sky Academie | Vanessa Dolmen      |
| Walida, van het Zusterschap van de Uitverkoren Dragers     | Shiraz Tzarfati     |

### Gastpersonages
| Personage        | Acteur/actrice |
| ---------------- | -------------- |
| oom Rami Ahlaoui | Adam Sina      |

## Nederlandse stemmen
- De Nederlandse nasynchronisatie werd verzorgd door Iyuno Media Group.

| Personage                     | Stemacteur/actrice     |
| ----------------------------- | ---------------------- |
| Theodosia "Theo" Throckmorton | Lotte Talboo           |
| Henry Throckmorton            | Olivier Banga          |
| Will Morgan                   | Jay Pothof             |
| Safiya                        | Ayana Visser           |
| Clive Fagenbush               | Jan Elbertse           |
| Lady Lavinia Throckmorton     | Marloes van den Heuvel |
| Neville Devenham              | Finn Poncin            |
| Augustin Seurel               | Fred Meijer            |
| Darius                        | Ravian Houtveen        |

## Afleveringen

### Seizoen 1 (2022)
| Aflevering (seizoen) | Aflevering (serie) | Nederlandse titel              | Originele titel             |
| -------------------- | ------------------ | ------------------------------ | --------------------------- |
| 1                    | 1                  | Het oog van Horus              | The Eye of Horus            |
| 2                    | 2                  | De vloek                       | The Curse                   |
| 3                    | 3                  | De vermiste prinses            | The Missing Princess        |
| 4                    | 4                  | Een onverwacht avontuur        | An Accidental Odyssey       |
| 5                    | 5                  | Spelletjes spelen              | The Games People Play       |
| 6                    | 6                  | Schoonmaakperikelen            | Cleaning Catastrophe        |
| 7                    | 7                  | De slangenleider               | The Head of the Snake       |
| 8                    | 8                  | De klank van magie             | The Sound of Magic          |
| 9                    | 9                  | Dubbele problemen              | Double Trouble              |
| 10                   | 10                 | De verduistering               | The Darkening               |
| 11                   | 11                 | De put der wanhoop             | The Pit of Despair          |
| 12                   | 12                 | Wildebras                      | Wild Child                  |
| 13                   | 13                 | Het oog van de naald           | The Eye of the Needle       |
| 14                   | 14                 | Een ontmoeting met het noodlot | A Date with Destiny         |
| 15                   | 15                 | Het probleem met de tijd       | The Trouble with Time       |
| 16                   | 16                 | Het tijdperk van wijsheid      | The Age of Wisdom           |
| 17                   | 17                 | De nacht in het museum         | The Nightmare at the Museum |
| 18                   | 18                 | De geweldige Will              | The Amazing Will            |
| 19                   | 19                 | De magische fluit              | The Magic Flute             |
| 20                   | 20                 | Een onmogelijke keuze          | An Impossible Choice        |
| 21                   | 21                 | Wat heeft u een grote tanden   | What Big Teeth You Have     |
| 22                   | 22                 | Ganzenbord                     | Snake and Ladder            |
| 23                   | 23                 | Levende mummies                | Mummies Alive!              |
| 24                   | 24                 | In haar schoenen               | In Her Shoes                |
| 25                   | 25                 | Een gewaarschuwd mens          | Once Bitten                 |
| 26                   | 26                 | De laatste zonsopkomst         | The Last Sunrise            |

### Seizoen 2 (2024)
| Aflevering (seizoen) | Aflevering (serie) | Nederlandse titel                 | Originele titel             |
| -------------------- | ------------------ | --------------------------------- | --------------------------- |
| 1                    | 27                 | Magische herinneringen            | Magic Memories              |
| 2                    | 28                 | Nieuw bloed                       | New Blood                   |
| 3                    | 29                 | Insecten en kusjes                | Bugs and Kisses             |
| 4                    | 30                 | De ruïne                          | The Ruin                    |
| 5                    | 31                 | Stop de persen                    | Stop the Press              |
| 6                    | 32                 | De duisternis in                  | Into Darkness               |
| 7                    | 33                 | Spelletjes spelen                 | The Names of the Game       |
| 8                    | 34                 | De dierenriem                     | The Zodiac                  |
| 9                    | 35                 | De feniks                         | The Phoenix                 |
| 10                   | 36                 | Een feest erger dan de dood       | A Fête Worse Than Death     |
| 11                   | 37                 | Aan een zijden draadje            | In the Balance              |
| 12                   | 38                 | Monsters van de onderwereld       | Monsters of the Underworld  |
| 13                   | 39                 | De magische oase                  | The Oasis of Magic          |
| 14                   | 40                 | De zusterschap                    | The Sisterhood              |
| 15                   | 41                 | De slechteriken worden afgestraft | No Rest for the Wicked      |
| 16                   | 42                 | In het volle zicht                | In Plain Sight              |
| 17                   | 43                 | De mist                           | The Fog                     |
| 18                   | 44                 | Het ijzige zand der tijd          | The Frosty Sands of Time    |
| 19                   | 45                 | Weer of geen weer, ik kom eraan   | Weather or Not, Here I Come |
| 20                   | 46                 | De profetie                       | The Prophecy                |
| 21                   | 47                 | De tijdlus                        | Time Warp                   |
| 22                   | 48                 | Te veel magie                     | Too Much Magic              |
| 23                   | 59                 | Ontsnapping                       | Prison Break                |
| 24                   | 50                 | Krachtige zet                     | Power Move                  |
| 25                   | 51                 | In voor-en tegenspoed             | For Better or Worse         |
| 26                   | 52                 | Angstcultuur                      | Climate of Fear             |

## Productie

### Ontwikkeling
Na het laatste seizoen van de serie, Find Me in Paris werd in februari 2021 aangekondigd dat ZDF en Cottonwood Media opnieuw zouden samenwerken, dit keer om de Theodosia romans van Robin LaFevers te bewerken als televisieserie. De uitvoerende producenten zijn onder meer hoofdauteur Joe Williams en Cottonwoods Leila Smith. Ook vertegenwoordigen producenten David Michel, Cécile Lauritano en Zoé Carrera Allaix Cottonwood.
In oktober 2022 werd aangekondigd dat ZDF groen licht had gegeven voor een tweede seizoen van Theodosia.

### Vorm van de casting
Er werd aangekondigd dat Eloise Little de hoofdrol zou spelen. Ook Nana Agyeman-Bediako en Yasmina El-Abd voegden zich bij de cast. De trailer, die eind februari 2022 uitkwam, bevestigde dat Rik Young en Elisa Doughty de ouders van Theo zouden spelen.

### Opnames
De opnames begonnen in april 2021 en werden in oktober afgerond. Zo werden er opnames in Parijs en Brussel opgenomen. Delen van de steden, zoals steegjes, werden gebruikt om het Edwardiaanse Londen te herscheppen. De serie werd opgenomen door regisseurs Matthias Hoene, Alex Jacob en Matt Bloom. De productie en opnames van het tweede seizoen vonden plaats in Frankrijk, België en Marokko.

## Opnamelocaties
- De opnamens vonden gedurende periode van de serie plaats in Londen voor bepaalde shots omdat het verhaal zich in Londen van 1906 afspeelt, verder werden er opnames gemaakt in Gent, Leuven en in Brussel in België en in Parijs in Frankrijk. Ook werden er opnames gemaakt in de Erfgoedbibliotheek Hendrik Conscience (Stadsbibliotheek Antwerpen) in Antwerpen en in het Warandepark en bij het Hotel Métropole in Brussel. Ook werden er opnames gemaakt bij Kasteel van Terhulpen in La Hulpe dat als decor stond van het veilinghuis. De opnames van de tunnel en de schuilplaats van de klei mensen werd opgenomen bij het Fort Charlemont in Givet.
- De opnames van de school, Maple Sky Academie, in de serie werd opgenomen bij het Sint-Ursula-Instituut (Onze-Lieve-Vrouw-Waver).
- De opnames buiten het museum vonden plaats bij Hotel Ravenstein en de binnen opnames vonden plaats deels in de studio in Londerzeel en deels bij het Sint-Ursula-Instituut (Onze-Lieve-Vrouw-Waver).
- De opnames van het pakhuis werden opgenomen bij de roeiclub, Royal 1865 - Watersport Brussel aan de Vilvoordsesteenweg 170 in Brussel.

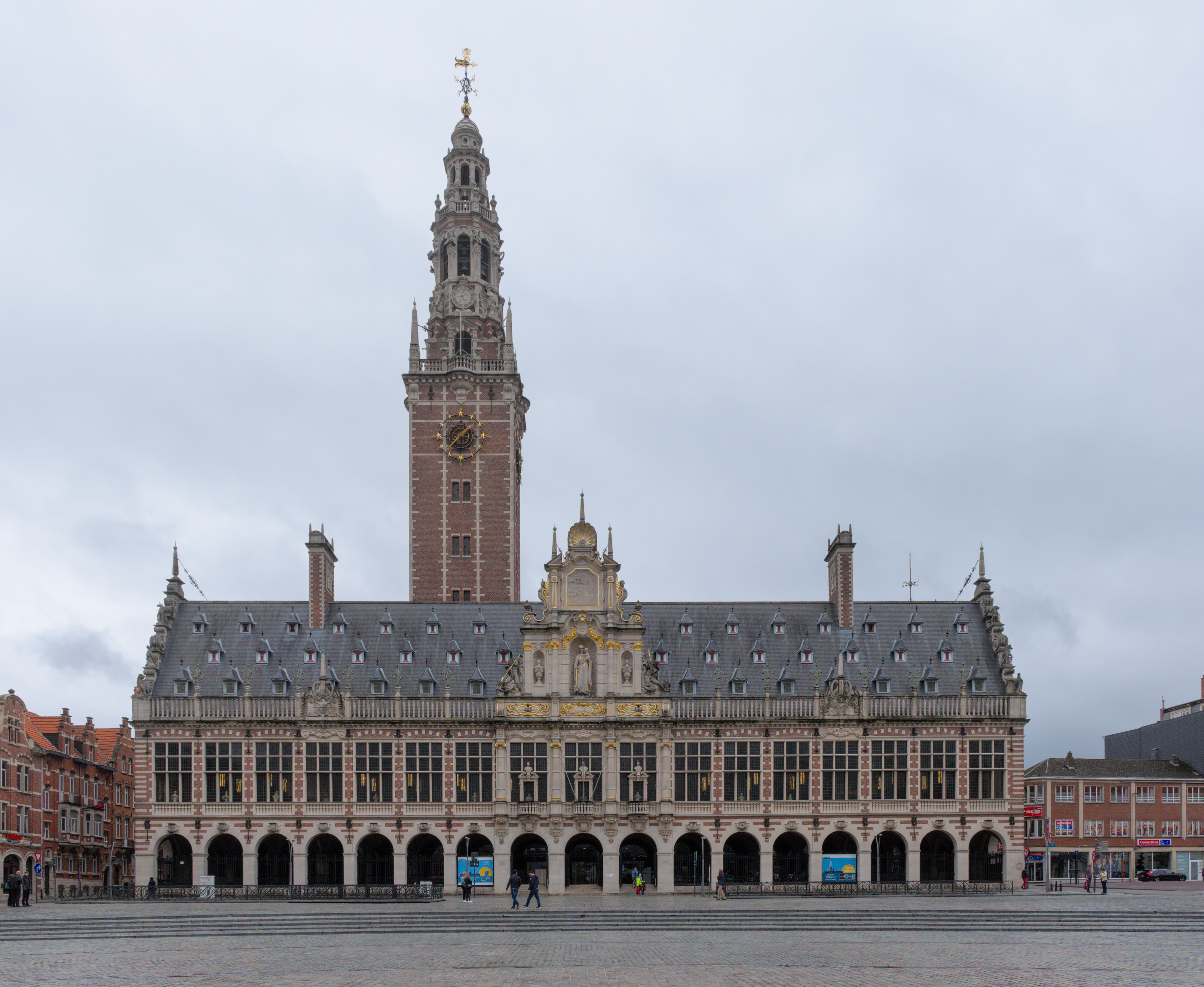
Locatie uit de serie, het treinstation uit de serie, in werkelijkheid de Leuvense universiteitsbibliotheken aan de Monseigneur Ladeuzeplein in Leuven, België
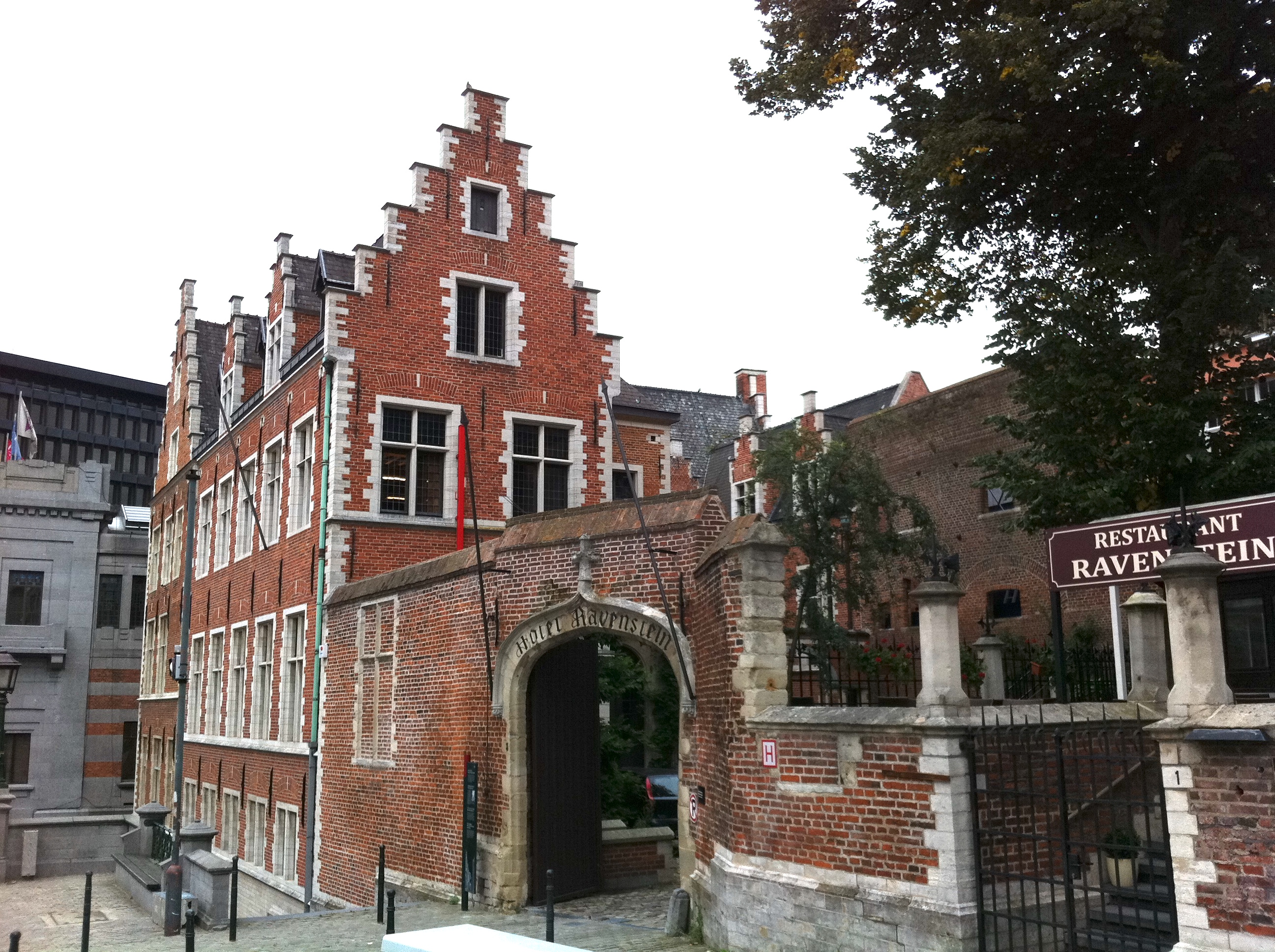
Locatie uit de serie, Het museum van Legenden en Oudheden, in werkelijkheid De Clèves-Ravensteinhuis (Hotel Ravenstein) in Brussel, België.
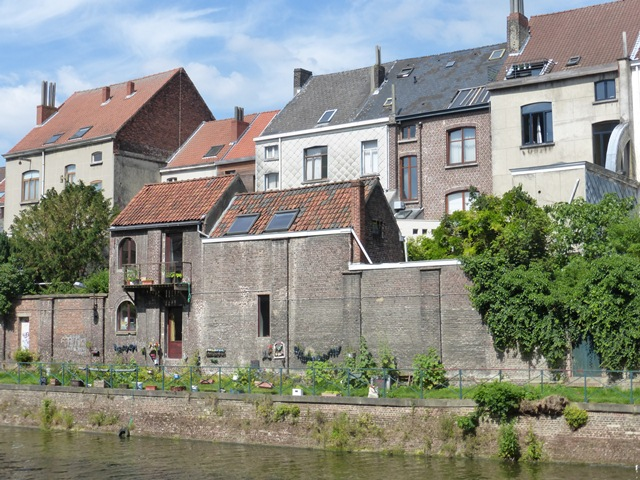
Locatie uit de serie, het huis van de dief, Vincent. Achtervisserij in Gent, België
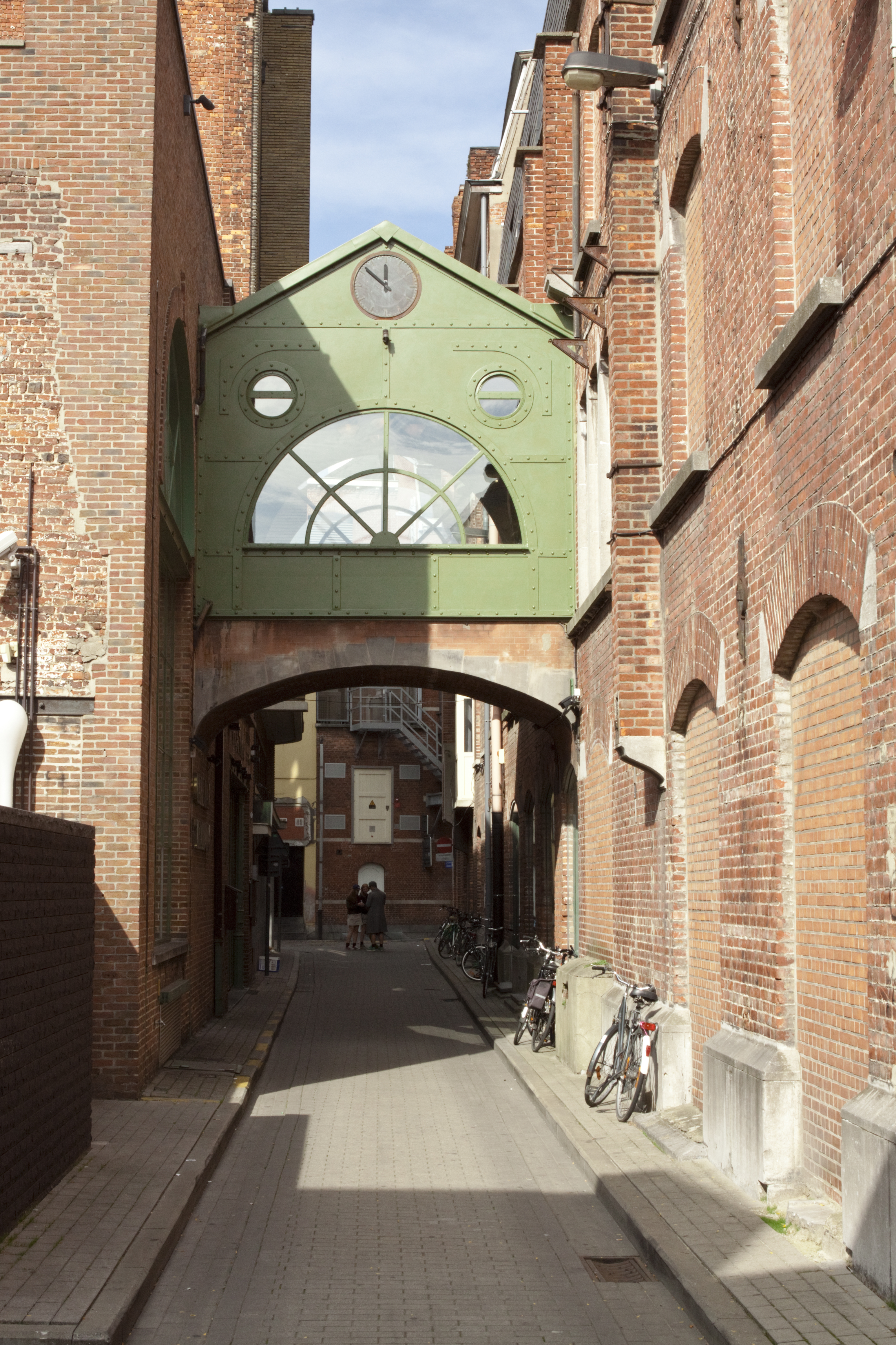
Locatie uit de serie, de Penny speelhal van Artie. Schuurkenstraat in Gent, Belgë
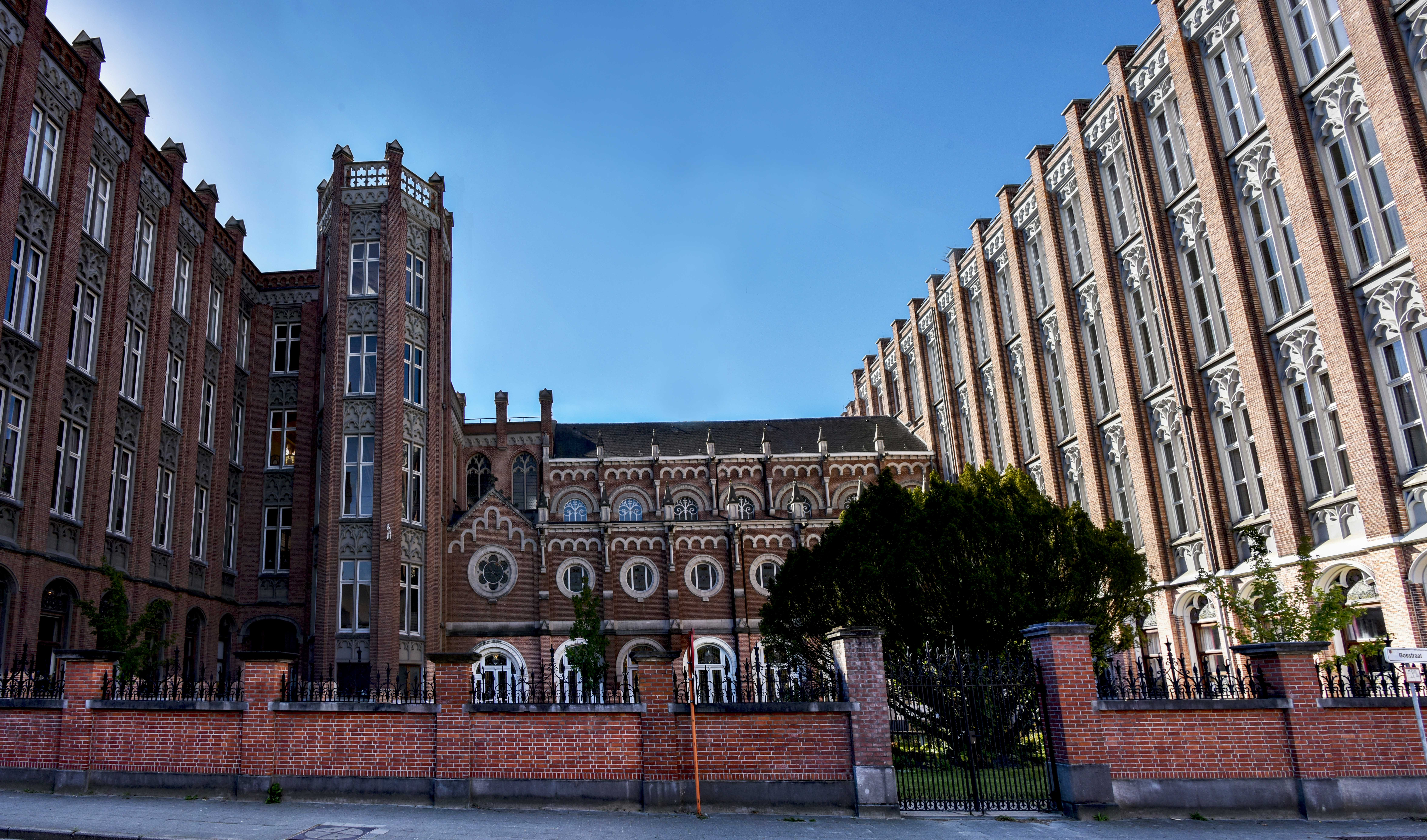
Locatie uit de serie, de school, Maple Sky Academie. Het Sint-Ursula-Instituut (Onze-Lieve-Vrouw-Waver) in Sint-Katelijne-Waver, België
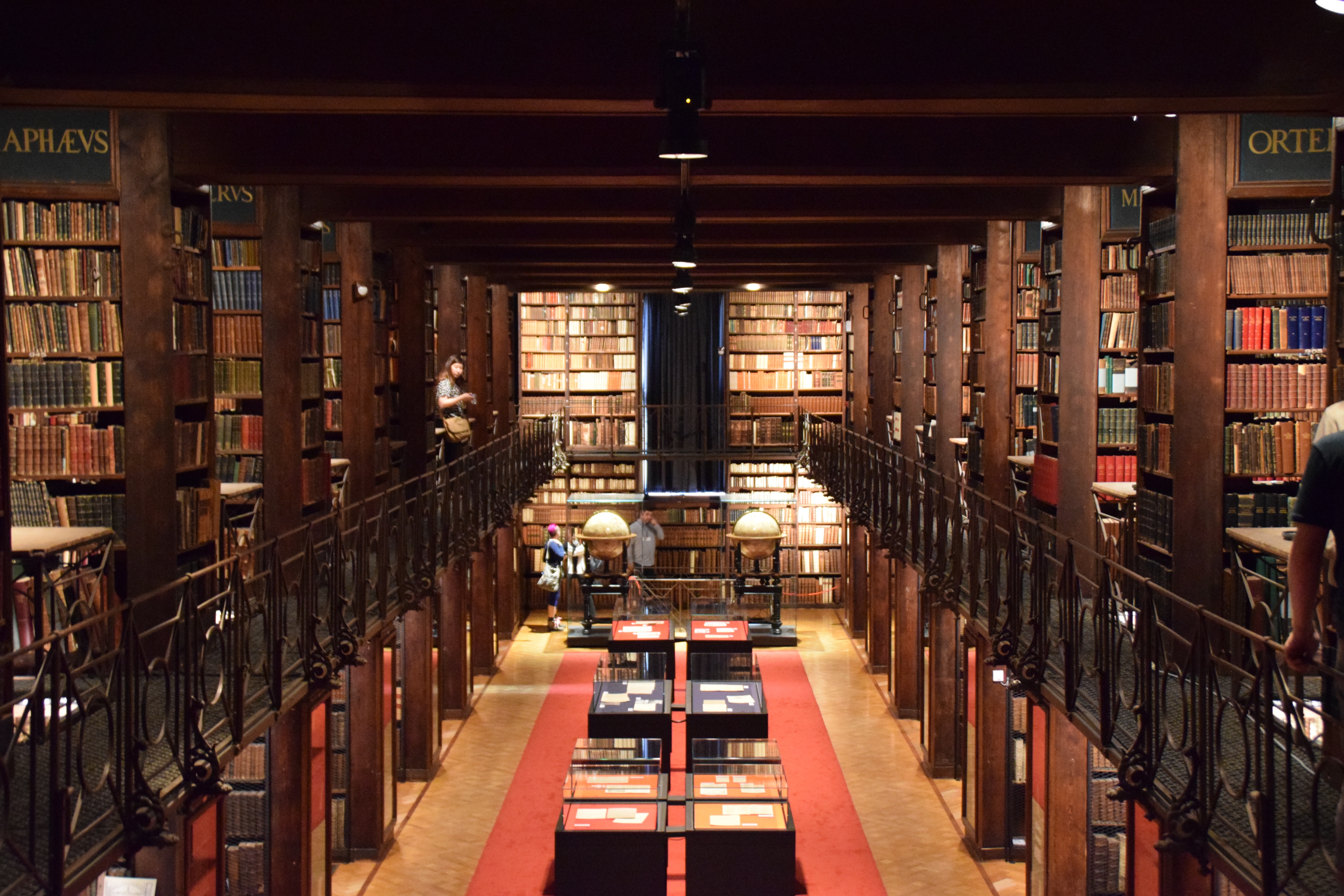
Locatie uit de serie, de bibliotheek. De Erfgoedbibliotheek Hendrik Conscience (Stadsbibliotheek Antwerpen) in Antwerpen
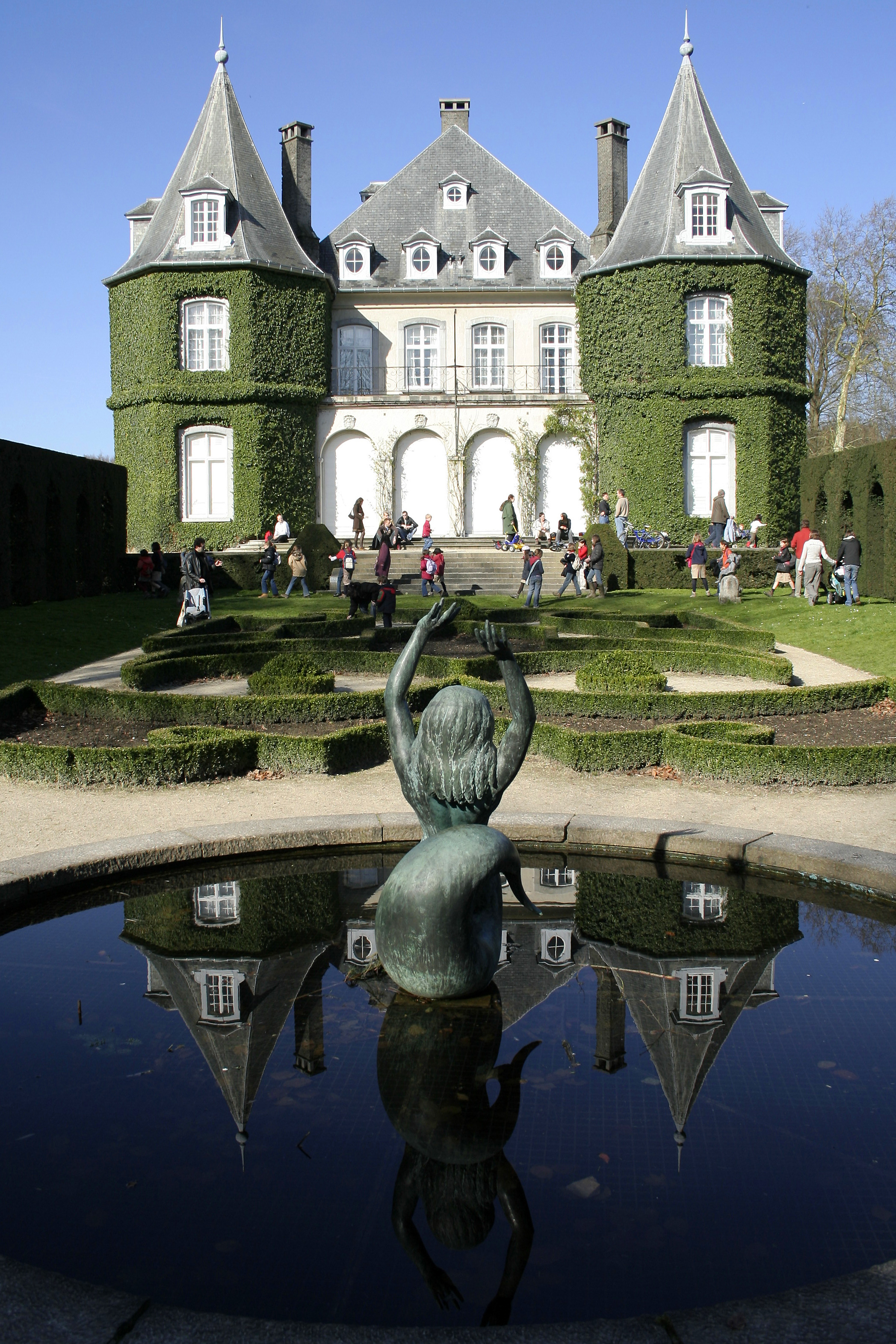
Locatie uit de serie, het veilinghuis. Kasteel van Terhulpen in La Hulpe

### Tussenshots
- Ook zijn er tussenshots opgenomen en te zien in de serie zoals Big Ben en de St Paul's Cathedral in Londen en de Sint-Michielsbrug in Gent.

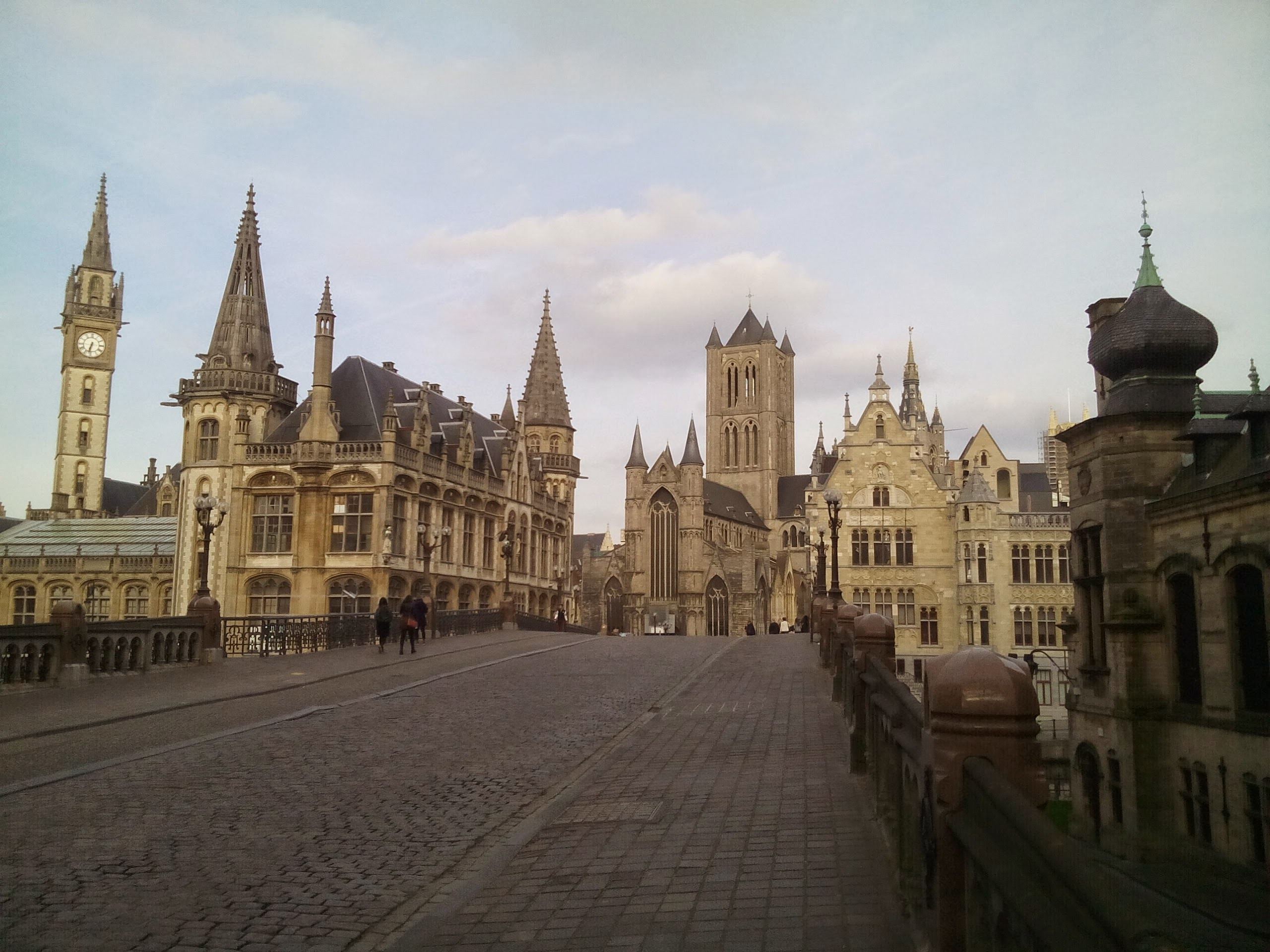
De Sint-Michielsbrug in Gent wat een brug in het oude Londen moet voorstellen
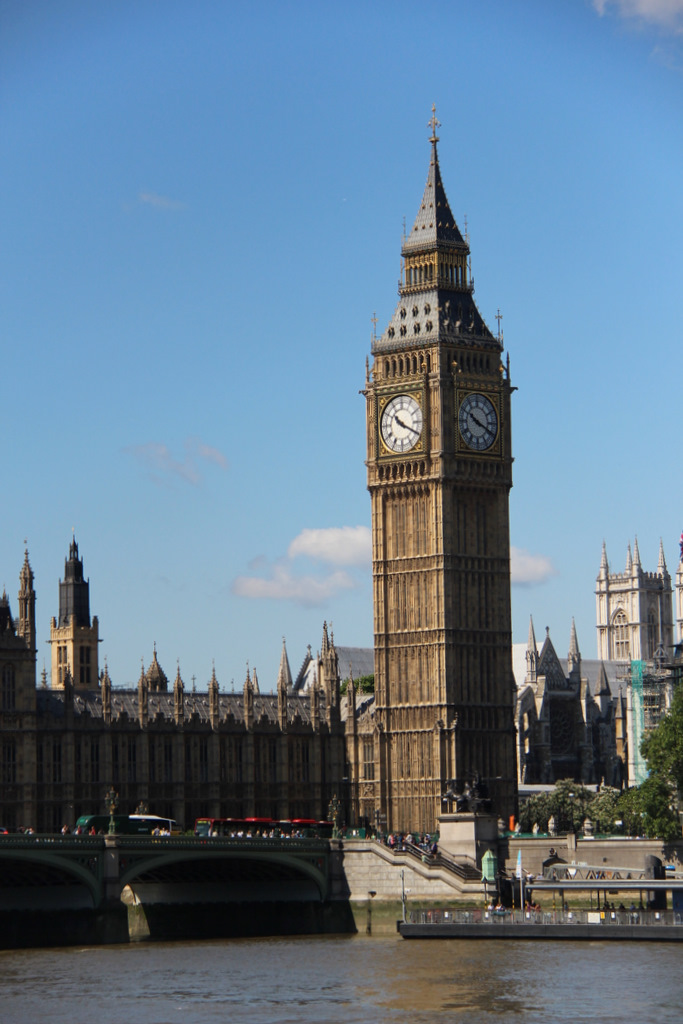
De Big Ben in Londen
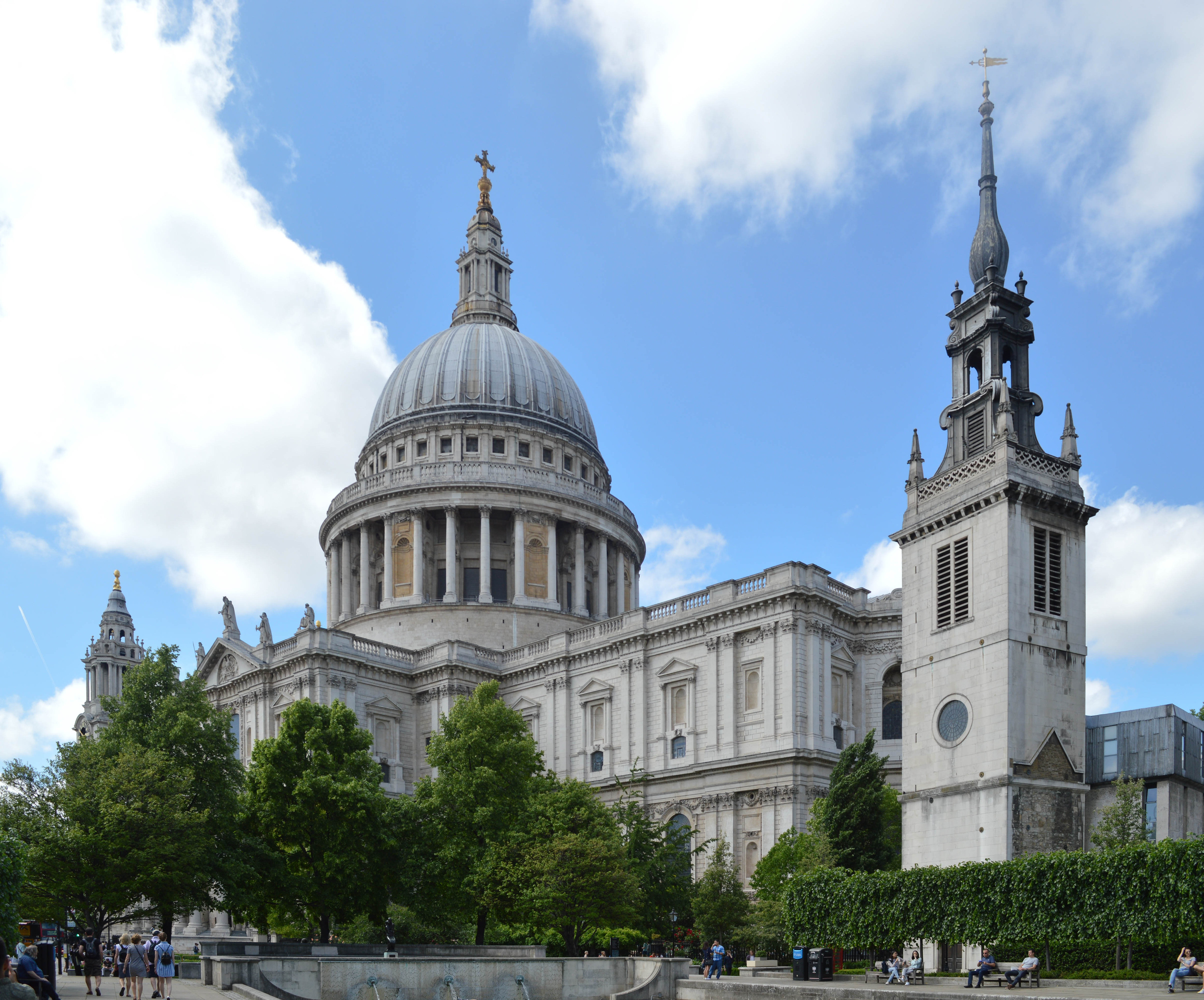
De St Paul's Cathedral in Londen